# 에토 준
에토 준 (江藤淳, 1932년 <쇼와 7년> 12월 25일 - 1999년 <헤이세이 11년> 7월 21일)은 일본의 문학 평론가이다. 도쿄공업대학, 게이오 기주쿠대학 교수를 역임했다. 학위는 문학박사 (게이오 대학). 본명은 에가시라 아츠오(江頭 淳夫)이다.

## 개요
전후 일본의 저명한 문예 평론가로, 고바야시 히데오의 사후에는 문예 비평의 1인자로 평가되었다, 20대 무렵부터 오랫동안 문예시평을 담당해 큰 영향력을 가졌다. 20대에 『노예의 사상을 배제한다』, 『나츠메 소세키』를 썼고, 특히 『노예의 사상을 배제한다』는 일본의 근대적 자아에 대한 비판을 그려내어 요시모토 타카아키를 비롯한 다방면의 문학자에게 큰 영향을 주었고, 오에 겐자부로 · 시바 료타로 등과 함께 기백 넘치는 신인으로서 주목받기 시작한다. 1960년대 초부터 문단 · 논단에서의 활동을 본격화 하며 1966년 (쇼와 41년)에 토야마 카즈유키 · 타카시나 슈지 · 후루야마 코마오 4인이 함께 “계간 예술”을 창간 · 주재했다. 1969년 (쇼와 44년) 말부터 약 9년간에 걸쳐 매일 신문의 문예 시평을 담당했다.

## 같이 보기
- 오와다 히사시 - 사촌 유미코의 남편이자 마사코 황후의 부친이다.